# Octobre 1782

## Événements
- 18 octobre : combat naval au large d'Hispaniola[1].

- 19 octobre : traité d’amitié et de commerce entre la Russie et le Danemark[2].

- 20 octobre : retrait des Britanniques devant la flotte franco-espagnole après la bataille navale du cap Spartel près du détroit de Gibraltar[3].

## Naissances
- 3 octobre : Pierre Alexandre Pau de Saint-Martin, peintre français († 18 octobre 1850).
- 27 octobre : Niccolò Paganini, violoniste et compositeur italien († 27 mai 1840).

## Décès
- 11 octobre : Christophe Gadbled (né en 1734), mathématicien et géographe français.